# SpaceFM
SpaceFM est un gestionnaire de fichier libre sous Licence GPL utilisant le GTK+ 2 ou GTK+ 3 au choix. Il s'agit à l'origine d'un fork de PCManFM version 0.5.2, y ajoutant ensuite des fonctionnalités de PCManFM-Mod.

## Fonctionnalités
Parmi les fonctionnalités qu'apporte SpaceFM  :
- Possibilité d'avoir jusqu'à 4 panneaux simultanés dans une fenêtre, chaque panneau pouvant contenir plusieurs onglets ;
- Possibilité d'avoir un panneau à gauche contenant : Périphériques, marque pages et arborescence des dossiers ;
- Permet de monter des volumes gérés par VFS, udev ou HAL (en) ;
- prévisualisation des fichiers images (bitmap et vectorielle), vidéos (nécessite ffmpeg, ou mplayer selon les formats) ;
- Menu modifiable ;
- Système de greffons permettant d'étendre le système ;
- Possibilité d'utiliser udevil, pmount ou udisk à la place d'umount ou pour la gestion des périphériques pouvant être montés par les utilisateurs ;
- gestion de marque pages ;
- Recherche dynamique ;

## Greffons
Il existe des greffons de différents types parmi lesquels :
- montage de système de fichier distant ;
- dé/chiffrement aux formats supportés par GPG ;
- comparaison de fichiers (pour suppression de doublon, synchronisation, etc.) ;
- conversion de vidéos (basée sur mencoder et ffmpeg) ;
- montage d'images ISO en utilisant CDemu (en)[4] ;
- Dropbox ;
- ClamAV (pour vérifier l'infection un périphérique ou des fichiers venant de Windows) ;
- graveur de disque optique.